# Velia Martínez
Pour les articles homonymes, voir Martínez.
Velia Martínez Febles, née le 14 juin 1920 à Tampa, en Floride et morte le 22 mai 1993 à Miami, est une actrice, chanteuse et ancienne danseuse de boîte de nuit américaine.
Elle est née à Tampa de parents cubains. En 1941, elle s'installe à La Havane, où elle se fait une place dans le show business. En 1945, au Mexique, elle épouse l'acteur, producteur et écrivain cubain Ramiro Gómez Kemp (1914-1981) avec qui elle aura deux filles, Georgina et Mayra Cristina. Danseuse accomplie et star du cabaret, elle se produit dans des théâtres prestigieux de Cuba, dont le Cabaret Montmartre. En 1945, elle joue le rôle-titre dans la pièce Filomena Marturano au Théâtre Thalia de La Havane, qui est considérée le rôle de sa carrière. En 1958, on la voit aux côtés d' Errol Flynn dans le film The Big Boodle. Elle quitte Cuba en 1960 avec sa famille et a passe deux ans à Porto Rico où elle apparaît dans un feuilleton télévisé, Yo Compro Esa Mujer. En 1962, elle est à Miami et s'y produit sur scène. En 1965, elle apparaît dans Mi Hijo No Es Lo Que Parece au Théâtre Martí. En 1966, elle joue dans le film The Devil's Sister dans le rôle de Carmen Alvarado.
En 1977, elle connaît la renommée dans le rôle de la grand-mère Adela dans la série de PBS ¿Qué Pasa, USA?. Sa dernière grande performance sur scène fut en 1989 dans la pièce de Luis Santeiro, Mixed Blessings au Coconut Grove Playhouse et son dernier rôle à la télévision est celui d'Elena, propriétaire d'un salon de coiffure dans la série d'Univision Corte Tropical en 1992.